# Carl Friedrich Engelen

Carl Friedrich Engelen

Carl Friedrich Engelen (* 9. Mai 1859 in Osnabrück; † 18. Juli 1936 in Osnabrück) war ein römisch-katholischer Jurist und Politiker, Reichstags- und Provinziallandtagsabgeordneter.

## Leben und Beruf
Der Sohn des Konsistorialrats Ferdinand Engelen († 1873) und dessen Ehefrau Selma, geb. Warneke, studierte nach dem Besuch des Osnabrücker Carolinums (1865–1876) von 1876 bis 1881 Jura in Löwen, Straßburg, Leipzig und Göttingen. Seit 1882 arbeitete Engelen als Referendar bzw. seit 1887 als Assessor in Melle, Iburg und Bersenbrück. 1894 erfolgte mit einer Versetzung nach Einbeck die Ernennung zum Amtsrichter. 1899 wechselte Engelen nach Osnabrück, wo er 1901 zum Amtsgerichtsrat befördert wurde. Er erlangte im katholischen Raum Bekanntheit durch sein Amt als Vorsitzender Osnabrücker Lokalkomitees zur 48. Generalversammlung der Katholiken Deutschlands in der Hansestadt. Sein Vater Ferdinand Engelen war ein Freund und Schwager des späteren Zentrumsführers Ludwig Windthorst, dessen Ehefrau Julie Engelen war. Da dieser früh starb, kümmerte sich Windthorst besonders um seinen Neffen. Als Erbe vom Gut Oedingberge im Kreis Iburg, das ihn finanziell unabhängig machte, war Engelen seit 1887 Iburger Kreistagsmitglied. Weiterhin fand er durch diesen Besitz 1885 Aufnahme in die Osnabrücker Ritterschaft. Aufgrund seiner finanziellen Unabhängigkeit konnte sich der Hannoveraner seine demonstrative Abneigung der Preußen, die 1866 seine Heimat erobert und annektiert hatten, leisten, was seine juristische Karriere in engen Grenzen hielt. Engelen lehnte aus seiner hannoverschen Überzeugung ebenso die ihm zugetragene Aufforderung, sich um eine Nobilitierung zu bemühen, ab. Zum 1. Juli 1922 erfolgte die Versetzung des Juristen in den Ruhestand. Nach der nationalsozialistischen Machtübernahme zog er sich völlig aus der Öffentlichkeit zurück und starb am 18. Mai 1936 in Osnabrück. Verheiratet war er mit Maria, geb. Linnemann, aus Quakenbrück.

## Öffentliche Ämter
Der Neffe Windthorsts sollte nach dem Willen führender Zentrumspolitiker der Region im Reichstagswahlkreis Hildesheim bei den Reichstagswahlen 1903 als Bewerber der Zentrumspartei antreten. Dies lehnte er jedoch ab, da dort erstmals das Zentrum gegen die Welfen, den langjährigen Verbündeten der Zentrumspartei in der Provinz Hannover, zur Wahl antreten sollte. Bislang kandidierten beide Parteien stets gemeinsam gegen die Nationalliberalen und Sozialdemokraten in der Provinz. Dabei war das Bündnis der Katholiken mit den Welfen im Osnabrücker Land besonders eng. Am 21. Januar 1903 wurde Engelen im Wahlkreis Hannover 3 (Meppen - Bentheim - Lingen) seines Onkels nach dem Tode des Amtsinhabers Carl Brandenburg in einer Ersatzwahl in den Reichstag gewählt. Ausschlaggebend war sein Versprechen, kein Doppelmandat im Preußischen Abgeordnetenhaus auszuüben. Engelen vertrat dort die Region Emsland/Grafschaft Bentheim bis zur Revolution von 1918. Der Kreistag des Kreises Iburg, dem er seit  1887 angehörte, entsandte ihn überdies von 1910 bis zum September 1919 in den hannoverschen Provinziallandtag. In Osnabrück besaß Engelen im katholisch-welfischen Wahlbündnis großen Einfluss. Vor dem Kriegsausbruch setzte er sich erfolgreich gegen eine starke, besonders von Klerikern geführte Gruppe durch, die eine Aufkündigung des Bündnisses mit der welfischen Deutsch-Hannoverschen Partei (DHP) betrieb. Seit 1909 war der Jurist Vorstandsmitglied der hannoverschen Zentrumspartei. Nach der Revolution von 1918 zog sich Engelen aus der öffentlichen Zentrumsarbeit zurück, da er zwar die Demokratie von Weimar begrüßte, als Konservativer jedoch den neuen Kurs seiner Partei unter Matthias Erzberger ablehnte.
1912 wurde er zum Ehrenpräsidenten des Aachener Katholikentages gewählt.